# Steve Trittschuh
Stephen «Steve» Trittschuh (nacido el 24 de abril de 1965 en Granite City, Illinois) es un exfutbolista y entrenador estadounidense. Actualmente dirige al Saint Louis FC de la USL Championship.
En su única temporada jugando por el Sparta Praga, se convirtió en el primer jugador de su país en jugar la Copa de Europa, la actual Liga de Campeones de la UEFA. Esto ocurrió en la edición 1990-91.

## Selección nacional
Hizo su debut oficial con la selección de Estados Unidos en la Copa del Presidente de Corea del Sur de 1987.
Fue parte del combinado estadounidense que disputó la Copa Mundial de Fútbol de 1990 realizada en Italia. Asimismo representó a su país en los Juegos Panamericanos de 1987, los Juegos Olímpicos de 1988 y la Copa de Oro de la Concacaf 1991. En total jugó 37 para el representativo nacional entre 1987 y 1995, anotando dos goles. 
Trittschuh también integró la selección de fútbol sala de los Estados Unidos que compitió en la Copa Mundial de 1989.

### Participaciones en Juegos Olímpicos
| Torneo                   | Sede | Resultado    |
| ------------------------ | ---- | ------------ |
| Juegos Olímpicos de 1988 | Seúl | Primera fase |

### Participaciones en Copas del Mundo
| Mundial                        | Sede   | Resultado    |
| ------------------------------ | ------ | ------------ |
| Copa Mundial de Fútbol de 1990 | Italia | Primera fase |

### Participaciones en Copas de Oro de la Concacaf
| Mundial                         | Sede           | Resultado |
| ------------------------------- | -------------- | --------- |
| Copa de Oro de la Concacaf 1991 | Estados Unidos | Campeón   |

## Clubes

### Como jugador
| Club                        | País           | Año       |
| --------------------------- | -------------- | --------- |
| St. Louis Steamers (indoor) | Estados Unidos | 1982-1988 |
| Busch Seniors               | Estados Unidos | 1988-1989 |
| Tampa Bay Rowdies           | Estados Unidos | 1989-1990 |
| AC Sparta Praha             | Checoslovaquia | 1990-1991 |
| Tampa Bay Rowdies           | Estados Unidos | 1991-1992 |
| FC Dordrecht                | Países Bajos   | 1992-1993 |
| Tampa Bay Rowdies           | Estados Unidos | 1993      |
| Fort Lauderdale Strikers    | Estados Unidos | 1994      |
| St. Louis Ambush (indoor)   | Estados Unidos | 1994-1995 |
| Montreal Impact             | Canadá         | 1995      |
| Tampa Bay Terror (indoor)   | Estados Unidos | 1995-1996 |
| Colorado Rapids             | Estados Unidos | 1996-1999 |
| Tampa Bay Mutiny            | Estados Unidos | 1999-2001 |

### Como entrenador
| Club                                 | País           | Año           |
| ------------------------------------ | -------------- | ------------- |
| SIU Edwardsville Cougars (asistente) | Estados Unidos | 1989          |
| Colorado Rapids (asistente)          | Estados Unidos | 2002-2006     |
| Colorado Springs Switchbacks         | Estados Unidos | 2015-2019     |
| Saint Louis FC                       | Estados Unidos | 2020-presente |